# Археометалургія
Археометалургія — напрямок історичних досліджень, який досліджує давні виробничо-металургійні релікти. Давня історія металургії.
В Україні цей напрямок започаткував у XIX ст. Є. П. Ковалевський, який виявив біля поселення Городище, що на Луганщині, давні відвали шлаків та залишки плавильних печей, складених з вапнякових плит.
Досягнення археометалургії останніх десятиріч додають якісно нові свідчення в сучасні уявлення про розвиток неолітичної революції, дозволяють виділити окрему усталену спільноту гірників-металургів і поставити її поруч зі спільнотами рільників і скотарів як важливу складову поступу неолітичної революції.